# Chelonus euryspilus
Chelonus euryspilus är en stekelart som beskrevs av Cameron 1908. Chelonus euryspilus ingår i släktet Chelonus och familjen bracksteklar. Inga underarter finns listade i Catalogue of Life.